# Robert Peel
Sir Robert Peel 2n baronet (Ramsbottom, Lancashire, 5 de febrer de 1788 - Londres, 2 de juliol de 1850) va ser un estadista i polític britànic del Partit Conservador. Peel va ser Primer Ministre del Regne Unit entre el 10 de desembre de 1834 i el 8 d'abril de 1835 i del 30 d'agost de 1841 al 29 de juny de 1846.

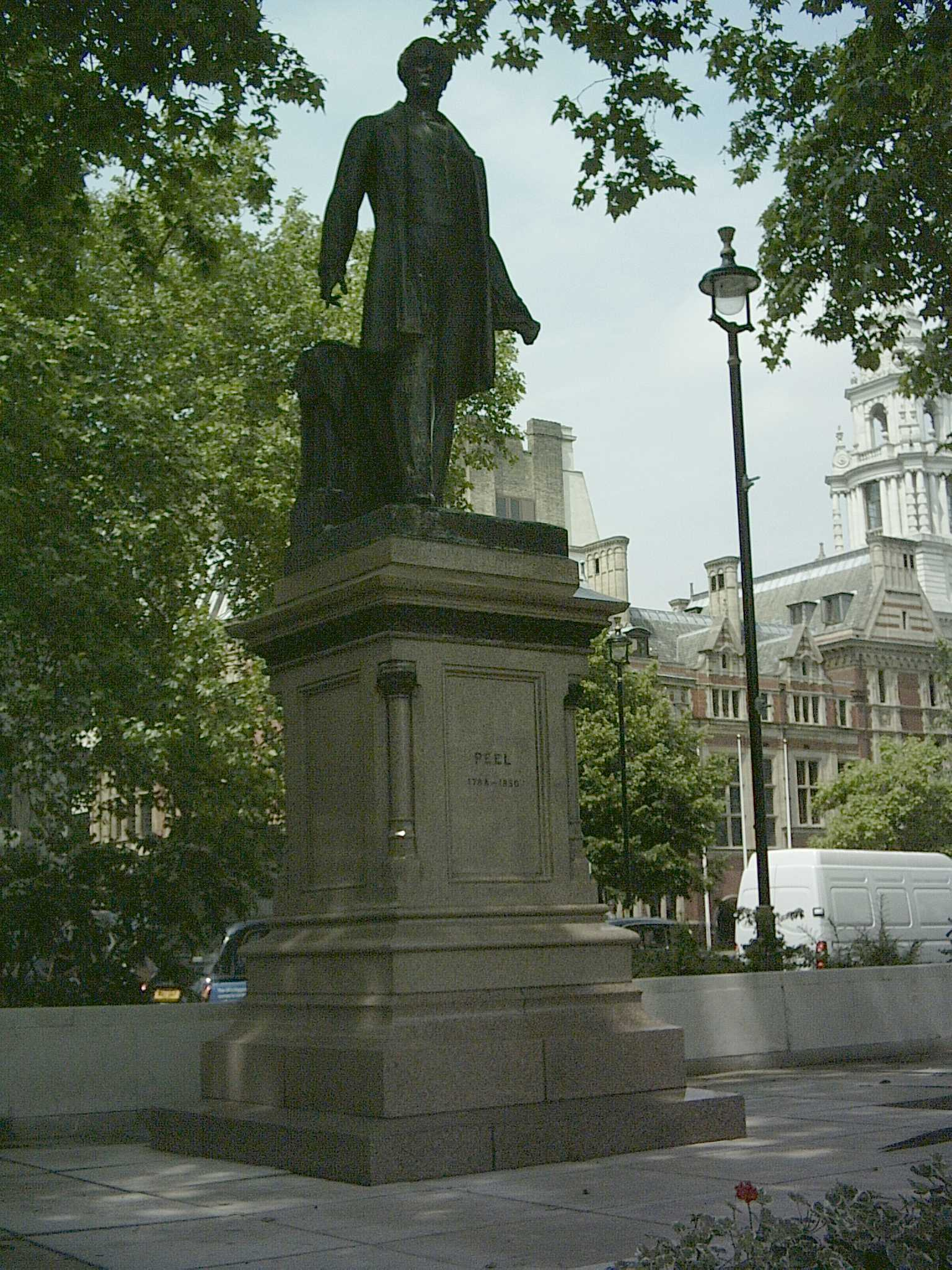
Estàtua de Peel la plaça del parlament, Londres

Periodista i estadista britànic, el seu pare va ser un dels empresaris tèxtils més rics durant la Revolució industrial, de manera que es considera que pertanyia a la burgesia. El jove Peel va entrar a la política als 21 anys, pel districte irlandès de Cashel City, Tipperary. Durant la seva primera dècada com a polític va tenir càrrecs menors, entre ells el de Ministre d'Irlanda (1812). Peel va ser considerat una de les estrelles emergents del partit Tory, entrant per primera vegada en el govern el 1822 com a ministre d'Interior, càrrec que fins a 1830 va ocupar en diversos governs. Com a tal, va introduir una sèrie d'importants reformes en la legislació penal britànica: la més destacada és la creació de la London Metropolitan Police (Policia Metropolitana de Londres), possiblement el primer cos de policia modern i futur Scotland Yard. D'aquest treball es deriven els cèlebres principis policials de Peel, encara que es dubta de la seva autoria. També va promoure canvis al codi penal reduint el nombre de delictes sancionats amb la pena capital.
Va ser nomenat primer ministre el 1834 i va redactar el Manifest de Tamworth, al qual els historiadors reconeixen àmpliament que va establir els principis sobre els quals es basa el modern Partit Conservador Britànic. Va passar després a l'oposició, evoluciona cap al liberalisme, i va tornar a ser primer ministre entre 1841 i 1846, va actuar en col·laboració amb el partit whig. Va reformar el sistema fiscal, i va atorgar drets civils als jueus.
En 1844, mitjançant la Llei Peel (Peelse bank act) desenvolupa el sistema de banca amb reserva fraccionària, que exigeix un coeficient de caixa d'un 100% en or als bancs privats, respecte a l'emissió de paper moneda, tot i que oblida el mateix requisit respecte a l'emissió de dipòsits.
La llei més destacable del seu segon mandat com a primer ministre va ser la que va portar a la seva destitució. Aquesta vegada Peel es va erigir en defensor del lliurecanvisme econòmic, es mobilitzà en contra dels terratinents, abolint les Corn Laws el 1846, que donaven suport als agricultors restringint la importació de cereals. Aquesta ruptura radical amb el proteccionisme conservador, va enfrontar obertament amb una facció del seu partit, encapçalada per Benjamin Disraeli, i tenia com a finalitat pal·liar la Gran Fam Irlandesa. Malgrat tot els esforços de Peel i els seus programes de reforma tingueren pocs efectes sobre la situació a Irlanda.
Peel va ser llançat del seu cavall mentre muntava a Constitution Hill a Londres el 29 de juny de 1850, el cavall va ensopegar a la part superior d'ell i va morir tres dies després, el 2 de juliol, de causa d'una fractura de clavícula i la ruptura dels seus vasos subclàviala. Els seus seguidors, dirigits per Lord Aberdeen i William Gladstone, van passar a fusionar-se amb els whigs en el Partit Liberal.

## Família
Peel es va casar amb Júlia, la filla menor del General Sir John Floyd, el 1820. Van tenir cinc fills i dues filles. Quatre dels seus fills es va distingir pel seu propi dret. El seu fill gran, Sir Robert Peel, va exercir com a cap de Secretaria d'Irlanda des de 1861 fins al 1865. El seu segon fill, Sir Frederick Peel va ser un polític i comissari de tren. El seu tercer fill, Sir William Peel va ser un comandant naval i el destinatari de la Creu Victòria. El seu cinquè fill, Arthur Wellesley Peel, va ser president de la Cambra dels Comuns i Vescomte de Peel. La seva filla Júlia es va casar amb el sisè comte de Jersey. Júlia, Lady Peel, morí el 1859.